# 殺人ピエロの孤島同窓会
『殺人ピエロの孤島同窓会』（さつじんピエロのことうどうそうかい）は、水田美意子による日本の推理小説。

## 概要
- 第4回『このミステリーがすごい!』大賞の特別奨励賞および読者賞を受賞[1]。
- 同コンテストでは史上最年少での受賞となった。なおこのミス大賞に応募してデビューした小説家の最年小年齢は水田が現在史上最年少のままである。

## ストーリー
本土から1500キロ離れた東硫黄島で同窓会が開かれることになり、久しぶりに東硫黄高校同窓生36名中35名が集まる。ところが、突如乱入した殺人ピエロにより集まったクラスメイトが次々に惨殺されていく。

## 備考
殺人ピエロの孤島同窓会は水田が１２歳の時にこのミス大賞に応募した小説である。当時は低年齢作家が流行っていたこともあり推理小説とは良いとは言える品質ではない小説を１２歳と言う理由だけで受賞させたことは選考委員からも読者から賛否があった。